# Uza (Izrael)
Uza (hebr.: עוזה) – moszaw położony w samorządzie regionu Szafir, w Dystrykcie Południowym, w Izraelu.
Leży w północno-zachodniej części pustyni Negew w pobliżu miasta Kirjat Gat.

## Historia
Moszaw został założony w 1950.

## Gospodarka
Gospodarka moszawu opiera się na intensywnym rolnictwie (pomidory, pszenica), sadownictwie i uprawach szklarniach.

## Komunikacja
Na zachód od moszawu przebiega droga ekspresowa nr 40  (Kefar Sawa-Ketura).